# 夏尔·里古洛
夏尔·里古洛（法語：Charles Rigoulot，1903年11月3日—1962年8月22日），法国男子举重运动员。他曾代表法国参加1924年夏季奥林匹克运动会举重比赛，获得男子82.5公斤级金牌。